# ThéâtreNuit
Le ThéâtreNuit est une compagnie théâtrale implantée à Nantes de 1980 à 2018 et dirigée par Jean-Luc Annaix. La Compagnie a fait du théâtre chanté sa spécificité et a créé des comédies musicales ainsi que des adaptations d’œuvres classiques en version chantée. Ses spectacles ont été présentés dans toute la France et à l’étranger. 
La compagnie a tiré sa révérence en 2018 avec un spectacle au studio de Saint-Georges des Batignolles,.

## Réalisations
- Dans l'ombre des Demoiselles, livret et chansons de J.L. Annaix, création février 2012. Coproduction ThéâtreNuit/ Ville de Nantes
- Cauchemar à Venise de J.L. Annaix et M. Arbatz, création février 2011. Coproduction Angers-Nantes Opéra
- Prévert en Octobre de M. Arbatz et J.L. Annaix. Mise en scène par J.L. Annaix, cette pièce a été créée en octobre 2009 à la Roche-sur-Yon (Vendée) par 5 compagnies de théâtre amateur de la Région des Pays de la Loire.
- Minuit song de J.L. Annaix, création au Festival d'Avignon 2008
- Battements de cœur (pour duo de cordes) de J.L. Annaix
- Printemps. Œuvre collective. Auteurs : E. Darley, C. Zambon, A. Sylvestre, M. Arbatz, N. Fillion et Valérie Deronzier. Compositeurs : C. Peyssens, A. Sylvestre, A. Vivaldi, J.P. Néel, J.Y. Bosseur et J.L. Annaix
- Antigone de Sophocle Adaptation musicale de P. Vandenbulcke, C. Peyssens et J.L. Annaix
- Il nous faut de l'amour, d’après Jacques Offenbach
- Lune de miel de J.L. Annaix
- Le Songe d'une nuit d'été de William Shakespeare Adaptation musicale de P. Vandenbulcke, C. Peyssens et J.L. Annaix
- Et Dokk, donc, s’en vint sur Terre... de J.L. Annaix
- Descente au paradis de J.L. Annaix et H. Ben Kemoun.